# آلفرد فوره

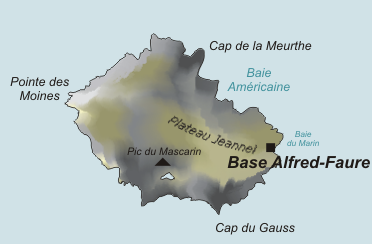
نقشه جزیره مالکیت

آلفرد-فوره یا پورت آلفرد یک ایستگاه علمی دائمی فرانسوی در Île de la Possession (جزیره مالکیت) از جزایر کروزت در جنوب اقیانوس هند است.

## ایستگاه تحقیقاتی

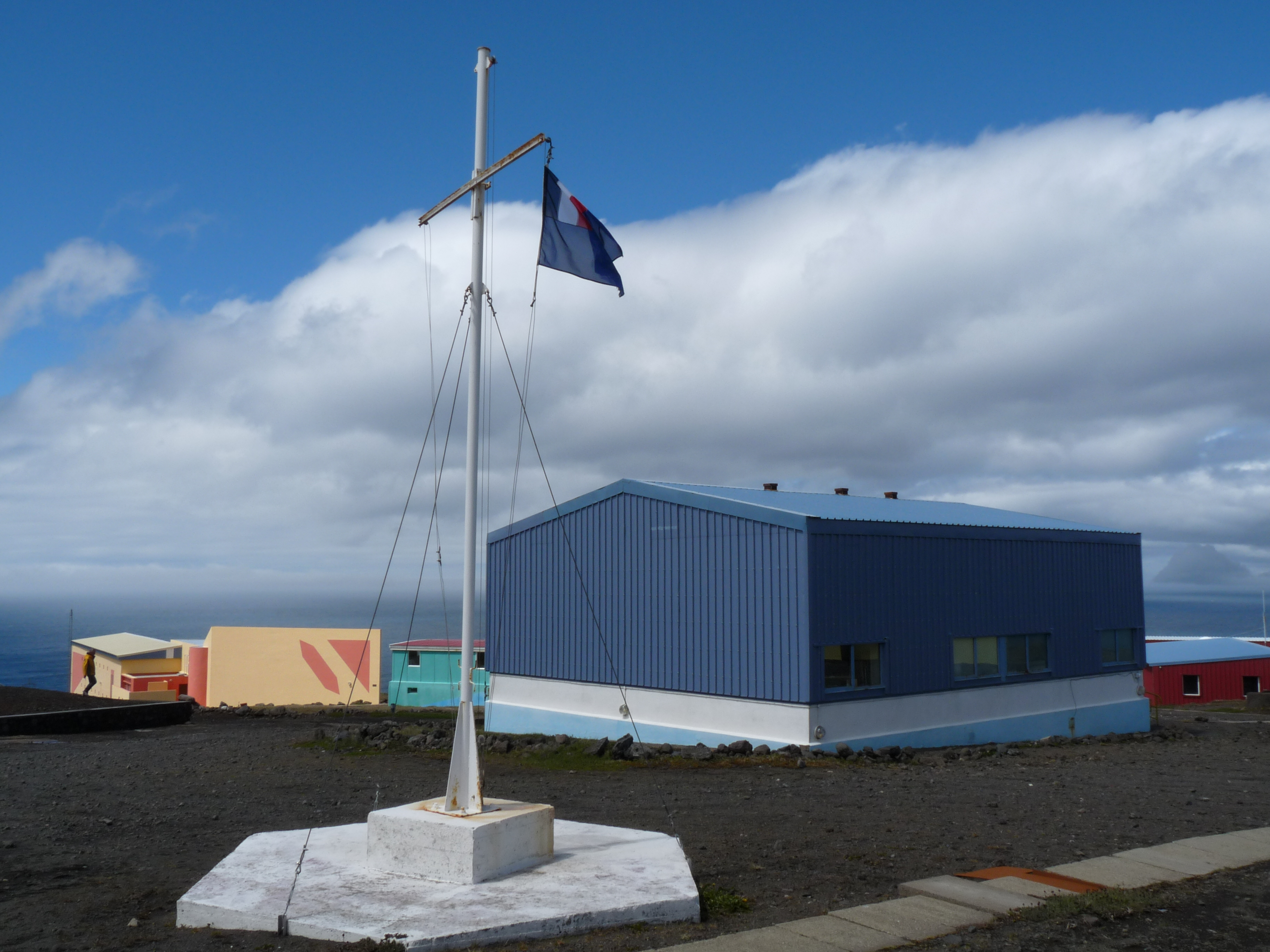
ایستگاه آلفرد فوره

در انتهای شرقی جزیره در فلاتی به ارتفاع ۱۴۳ متر (۴۶۰ فوت) از سطح دریا واقع شده‌است بسته به فصل، ۱۵ تا ۶۰ پرسنل در پایگاه زندگی و کار می‌کنند. کارهای علمی آنها شامل تحقیقات هواشناسی، لرزه‌نگاری، بیولوژیکی و زمین‌شناسی است. ایستگاه تحقیقاتی برای اولین بار در تابستان استرالیا ۱۹۶۳–۱۹۶۴ تأسیس شد. این پایگاه جایگزین یک پایگاه علمی موقت شد که در سال ۱۹۶۱ ساخته شده بود. ایستگاه جدید به نام آلفرد فور، که رهبر سایت در اوایل دهه ۱۹۶۰ بود، نامگذاری شد.
آلفرد-فوره چند بار در سال توسط ماریون دافرسن، یک کشتی تحقیقاتی اقیانوس‌شناسی که تدارکات و خدمه چرخشی دانشمندان را پشتیبانی می‌کرد، بازدید می‌کند. یک جاده ۱٫۶ کیلومتری وجود دارد که ایستگاه تحقیقاتی را به ساحل متصل می‌کند.

## اقلیم
| داده‌های اقلیم Alfred Faure (1981–2010) | داده‌های اقلیم Alfred Faure (1981–2010) | داده‌های اقلیم Alfred Faure (1981–2010) | داده‌های اقلیم Alfred Faure (1981–2010) | داده‌های اقلیم Alfred Faure (1981–2010) | داده‌های اقلیم Alfred Faure (1981–2010) | داده‌های اقلیم Alfred Faure (1981–2010) | داده‌های اقلیم Alfred Faure (1981–2010) | داده‌های اقلیم Alfred Faure (1981–2010) | داده‌های اقلیم Alfred Faure (1981–2010) | داده‌های اقلیم Alfred Faure (1981–2010) | داده‌های اقلیم Alfred Faure (1981–2010) | داده‌های اقلیم Alfred Faure (1981–2010) | داده‌های اقلیم Alfred Faure (1981–2010) |
| ماه                                    | ژانویه                                 | فوریه                                  | مارس                                   | آوریل                                  | مه                                     | ژوئن                                   | ژوئیه                                  | اوت                                    | سپتامبر                                | اکتبر                                  | نوامبر                                 | دسامبر                                 | سال                                    |
| -------------------------------------- | -------------------------------------- | -------------------------------------- | -------------------------------------- | -------------------------------------- | -------------------------------------- | -------------------------------------- | -------------------------------------- | -------------------------------------- | -------------------------------------- | -------------------------------------- | -------------------------------------- | -------------------------------------- | -------------------------------------- |
| سابقهٔ بیش‌ترین °C (°F)                  | ۲۲٫۴ (۷۲)                              | ۲۱٫۷ (۷۱)                              | ۲۱٫۲ (۷۰)                              | ۱۹٫۷ (۶۷)                              | ۱۶٫۵ (۶۲)                              | ۱۶٫۰ (۶۱)                              | ۱۴٫۹ (۵۹)                              | ۱۶٫۴ (۶۲)                              | ۱۵٫۴ (۶۰)                              | ۱۷٫۵ (۶۴)                              | ۱۹٫۷ (۶۷)                              | ۲۰٫۷ (۶۹)                              | ۲۲٫۴ (۷۲)                              |
| میانگین بیش‌ترین °C (°F)                | ۱۰٫۴ (۵۱)                              | ۱۱٫۰ (۵۲)                              | ۱۰٫۱ (۵۰)                              | ۹٫۱ (۴۸)                               | ۷٫۲ (۴۵)                               | ۶٫۱ (۴۳)                               | ۶٫۰ (۴۳)                               | ۵٫۴ (۴۲)                               | ۵٫۸ (۴۲)                               | ۶٫۸ (۴۴)                               | ۷٫۸ (۴۶)                               | ۹٫۲ (۴۹)                               | ۷٫۹۱ (۴۶٫۳)                            |
| میانگین روزانه °C (°F)                 | ۷٫۵ (۴۶)                               | ۸٫۱ (۴۷)                               | ۷٫۴ (۴۵)                               | ۶٫۵ (۴۴)                               | ۴٫۹ (۴۱)                               | ۳٫۸ (۳۹)                               | ۳٫۷ (۳۹)                               | ۳٫۲ (۳۸)                               | ۳٫۳ (۳۸)                               | ۴٫۱ (۳۹)                               | ۵٫۰ (۴۱)                               | ۶٫۳ (۴۳)                               | ۵٫۳۲ (۴۱٫۷)                            |
| میانگین کم‌ترین °C (°F)                 | ۴٫۵ (۴۰)                               | ۵٫۲ (۴۱)                               | ۴٫۸ (۴۱)                               | ۳٫۹ (۳۹)                               | ۲٫۵ (۳۷)                               | ۱٫۵ (۳۵)                               | ۱٫۴ (۳۵)                               | ۰٫۹ (۳۴)                               | ۰٫۸ (۳۳)                               | ۱٫۳ (۳۴)                               | ۲٫۳ (۳۶)                               | ۳٫۳ (۳۸)                               | ۲٫۷ (۳۶٫۹)                             |
| سابقهٔ کم‌ترین °C (°F)                   | ۰٫۰ (۳۲)                               | ۰٫۷ (۳۳)                               | −۰٫۴ (۳۱)                              | −۱٫۷ (۲۹)                              | −۲٫۵ (۲۸)                              | −۳٫۷ (۲۵)                              | −۵٫۰ (۲۳)                              | −۴٫۷ (۲۴)                              | −۶٫۶ (۲۰)                              | −۳٫۹ (۲۵)                              | −۲٫۸ (۲۷)                              | −۱٫۹ (۲۹)                              | −۶٫۶ (۲۰)                              |
| بارندگی میلی‌متر (اینچ)                 | ۱۲۷٫۸ (۵٫۰۳)                           | ۱۲۹٫۱ (۵٫۰۸)                           | ۱۴۶٫۲ (۵٫۷۶)                           | ۱۶۰٫۲ (۶٫۳۱)                           | ۱۸۶٫۲ (۷٫۳۳)                           | ۱۳۱٫۷ (۵٫۱۹)                           | ۱۳۹٫۲ (۵٫۴۸)                           | ۱۵۷٫۳ (۶٫۱۹)                           | ۱۶۳٫۶ (۶٫۴۴)                           | ۱۵۶٫۲ (۶٫۱۵)                           | ۱۴۷٫۹ (۵٫۸۲)                           | ۱۴۲٫۰ (۵٫۵۹)                           | ۱٬۷۸۷٫۴ (۷۰٫۳۷)                        |
| میانگین روزهای بارندگی (≥ ۱.۰ mm)      | ۱۲٫۹۷                                  | ۱۱٫۶۴                                  | ۱۳٫۳۷                                  | ۱۵٫۸۹                                  | ۱۶٫۵۴                                  | ۱۴٫۸۵                                  | ۱۵٫۸۱                                  | ۱۶٫۰۴                                  | ۱۴٫۷۵                                  | ۱۳٫۸۶                                  | ۱۲٫۹۲                                  | ۱۴٫۸۸                                  | ۱۷۳٫۵۲                                 |
| میانگین روزانه ساعت‌های تابش آفتاب      | ۹۶٫۶                                   | ۷۴٫۷                                   | ۶۵٫۴                                   | ۱۰٫۹                                   | ۱۷٫۱                                   | ۱۴٫۸                                   | ۳۰٫۸                                   | ۴۱٫۹                                   | ۴۶٫۱                                   | ۶۲٫۱                                   | ۸۰٫۱                                   | ۶۳٫۲                                   | ۶۰۳٫۷                                  |
| [ نیازمند منبع ]                       |                                        |                                        |                                        |                                        |                                        |                                        |                                        |                                        |                                        |                                        |                                        |                                        |                                        |